# Wolframite
La wolframite (Fe,Mn,Mg)WO4, est un minéral constitué de tungstate de fer et de manganèse qui n'est pas une espèce mais un nom de groupe dont les termes extrêmes sont représentés par la ferbérite (pôle fer, FeWO4) et l'hübnérite (pôle manganèse, MnWO4), la proportion d'oxyde de tungstène est toujours comprise entre 76 et 80 % (IMA 1962).

## Histoire et étymologie
La wolframite et d'autres minéraux dont la scheelite se présentent sous la forme de veines de roches denses anciennement appelées « tungstène », du suédois tung sten (« pierre lourde »). Le minéral est identifié en 1556 par Agricola, qui lui donne le nom latin de lupi spuma (« mousse de loup »), en raison de la forte consommation d'étain lors de son extraction. En 1747, Wallerius le désigne par l'équivalent en allemand, wolf rahm (« crème de loup »), transcrit volfram en suédois.

## Gîtologie
- Dans des filons pneumatolytiques et pegmatitiques, avec apatite, quartz, hématite, tourmalines, cassitérite, micas (zinnwaldite) et arsénopyrite.
- Dans des filons hydrothermaux de haute température avec divers sulfures pyrite, pyrrhotite, chalcopyrite mais aussi la scheelite, ou le bismuth natif.

## Synonymie
Il existe de nombreuses synonymies: 
- blumite  (Liebe  1863) terme qui peut être commun avec l'hübnérite mais aussi avec le bindheimite[8]
- mégabasite (Johann August Friedrich Breithaupt)[9]
- schéelin ferruginé (René Just Haüy  1801)
- scheelin martial  (Jacques Louis de Bournon)
- tungstate magnésié (Ignaz von Born)
- volfram (Johan Gottschalk Wallerius  1747)
- wolfram (Henckel, J. Fr. 1725)
- wolframit  (Johann August Friedrich Breithaupt, 1832)

## Usages
Avec la scheelite (CaWO4), la série des wolframites constitue le plus important minerai de tungstène. Ce métal est très recherché pour la fabrication d'aciers spéciaux.
Intervenant dans la fabrication d’acier destiné à la production de machines-outils et de matériel de guerre (pointes de projectile, notamment), c'est un produit stratégique durant la Première Guerre mondiale.

## Gisements remarquables
En France
- Toul al Lutun, Belle-Isle-en-Terre, Guingamp, Côtes-d'Armor[10]
- Mine des Montmins (Filon Ste Barbe), Échassières, Allier[11]

Dans le monde
- La Chine est le plus grand producteur de minerai de tungstène[Quand ?].
- Mines de Panasqueira, Panasqueira, Covilhã, Castelo Branco, Portugal[12]. 1 378 tonnes en 1917[13].
- En Algérie, les réserves portées par les gisements de Tin Amzi, El Karoussa, Bachir, Nahda placent, en 2018, l’Algérie au 2e rang mondial avec 98 000 tonnes nonobstant ce qui reste encore à évaluer dans ces granites[14].
- Banská Štiavnica baňa (ex-Schemmittz), Banská Štiavnica, Banská Štiavnické rudné pole, Štiavnické vrchy, Banskobystrický Kraj, Slovaquie[15]
- Au Burundi, 65 t en 2014, 85 t en 2014[16]

## Galerie

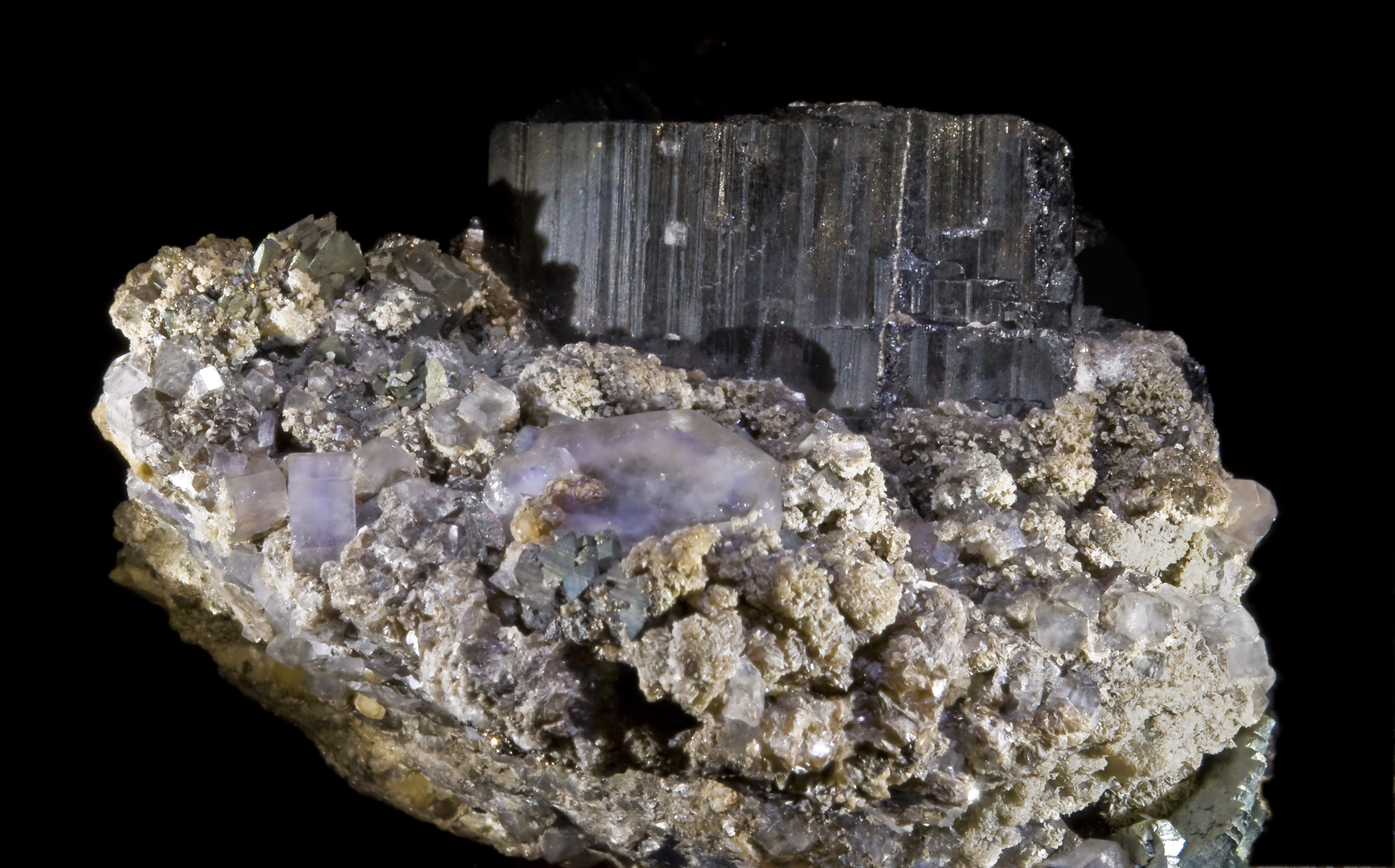
Wolframite (ferbérite) et apatite (violet)- Panasquiera Portugal (12x6 cm).
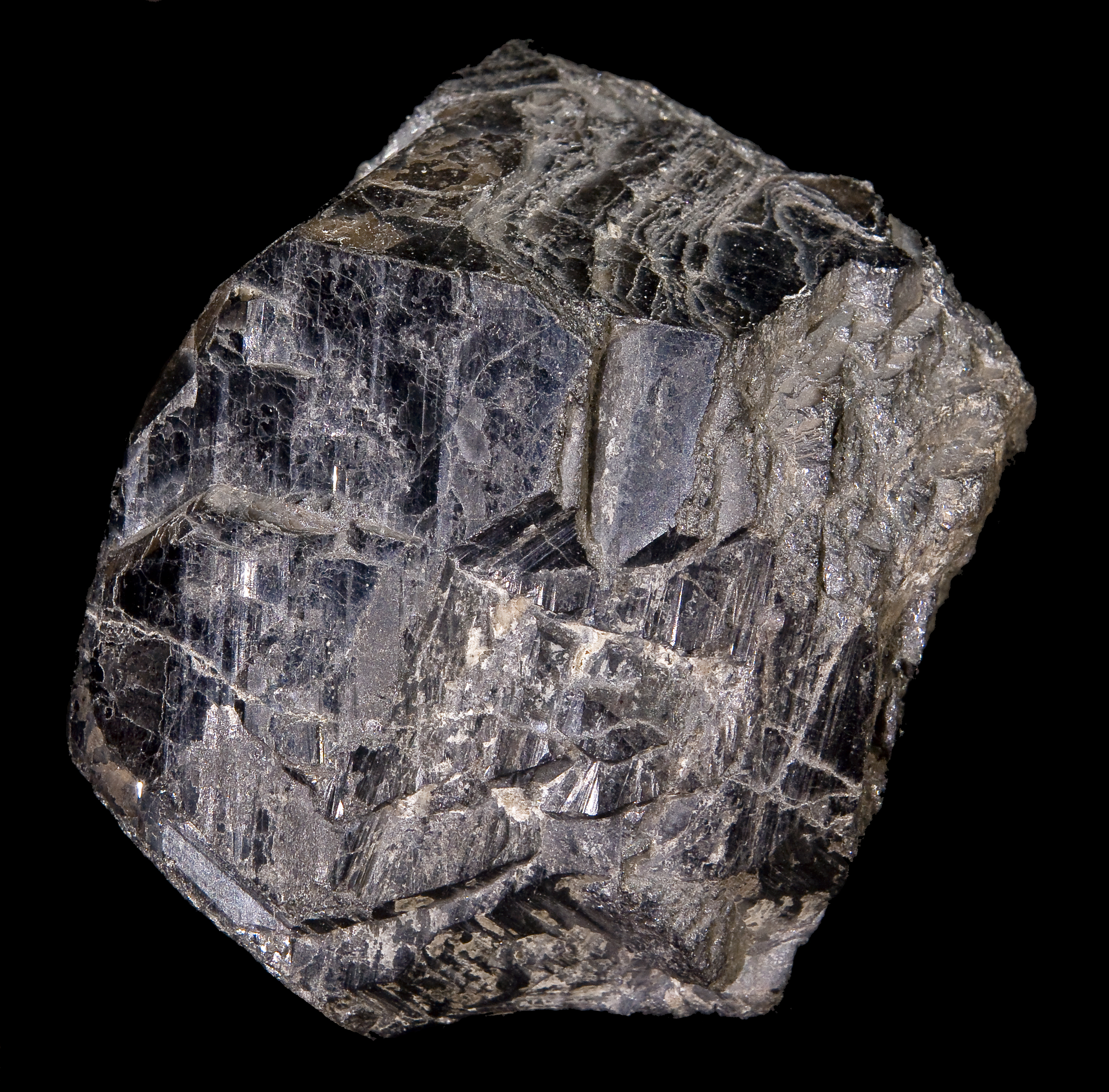
Wolframite Tchéquie.
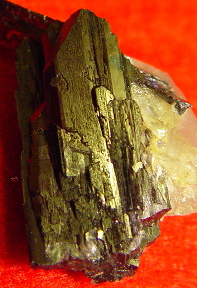
Wolframite du Hunan, Chine.

## La découverte du tungstène
La présence de tungstène, élément chimique alors inconnu, dans la wolframite a été mise en évidence par Peter Woulfe en 1779.
C'est Axel Frederik Cronstedt qui introduit en 1755 le mot tung-sten (en suédois : pierre lourde) sans pour autant avoir isolé le corps simple W.
En 1779, P. Woulfe, examinant le minéral appelé maintenant wolframite, conclut à l'existence d'un nouveau métal alors qu'en 1781, Carl Wilhelm Scheele arrive à la même conclusion à partir du minéral qui allait devenir la scheelite.
Ce sont les frères J.J. et F. Elhuyar qui isolèrent l'élément W en 1783.